# Heinrich Jaques
Heinrich Jaques (24. února 1831 Vídeň – 25. ledna 1894 Vídeň) byl rakouský právník a politik německé národnosti z Dolních Rakous, v 2. polovině 19. století poslanec Říšské rady.

## Biografie
Působil jako advokát ve Vídni.
Studoval práva na Vídeňské univerzitě a na Heidelberské univerzitě. V roce 1856 získal titul doktora práv. V letech 1856–1859 vedl bankovní dům Wertheimstein. Od roku 1869 působil jako dvorní a soudní advokát ve Vídni. Měl velkou klientelu. Veřejně a politicky se angažoval. Podporoval systém odškodnění pro nespravedlivě odsouzení a pro zavedení volených soudů. Odmítal zvláštní represivní zákony proti socialistům. Publikoval v právnických periodikách Byl spoluzakladatelem Grillparzerovy společnosti, spoluzakladatelem vídeňské obchodní akademie a viceprezidentem vídeňské právnické společnosti. Zasedal ve správních radách několika železničních společností.
Byl také aktivní v politice. Zasedal jako poslanec Říšské rady (celostátního parlamentu Předlitavska), kam nastoupil ve volbách roku 1879 za kurii měst v Dolních Rakousích, obvod Vídeň, I. okres. Mandát zde obhájil ve volbách roku 1885 a volbách roku 1891. Poslancem byl až do své smrti roku 1894. V parlamentu ho následně nahradil Konstantin Noske. Ve volebním období 1879–1885 se uvádí jako Dr. Heinrich Jaques, advokát, bytem Vídeň.
Po volbách roku 1879 se uvádí jako ústavověrný poslanec. V říjnu 1879 je pak na Říšské radě zmiňován coby člen mladoněmeckého Klubu sjednocené Pokrokové strany (Club der vereinigten Fortschrittspartei). Od roku 1881 byl členem klubu Sjednocené levice, do kterého se spojilo několik ústavověrných (liberálně a centralisticky orientovaných politických proudů). Za tento klub uspěl i ve volbách roku 1885. Po rozpadu Sjednocené levice přešel do frakce Německorakouský klub. V roce 1890 se uvádí jako poslanec obnoveného klubu německých liberálů, nyní oficiálně nazývaného Sjednocená německá levice. I ve volbách roku 1891 byl na Říšskou radu zvolen za klub Sjednocené německé levice.
Zemřel v lednu 1894, když spáchal sebevraždu. Už jistou dobu před smrtí trpěl duševní chorobou, která mu znemožnila podílet se na práci parlamentu. Navíc ho sužovala chronická nespavost. V době sebevraždy se chystal na ozdravný pobyt do Itálie. Střelil se ve své kanceláři revolverem do hlavy.